# Per Nilsson (militär född 1962)
Per Uno Allan Nilsson, född 10 juli 1962 i Västra Skrävlinge församling i Malmöhus län, är en svensk militär.

## Biografi
Nilsson avlade officersexamen 1987 och utnämndes samma år till fänrik vid Skånska flygflottiljen, där han befordrades till major 1994 och tjänstgjorde till 2002. Han avlade Master in Operational Arts and Science-examen vid US Air Command and Staff College 1999, var divisionschef vid Skånska flygflottiljen 1999–2002, var adjutant hos Carl XVI Gustaf från 1999 (fortfarande 2010) befordrades till överstelöjtnant 2001 eller 2002 och tjänstgjorde i Perspektivplaneringssektionen i Strategiledningen vid Högkvarteret 2002–2005. Han befordrades till överste 2005, var flygattaché vid ambassaden i Washington 2005–2008 och var chef för Norrbottens flygflottilj 2008–2011. Därefter var han militärsakkunnig i Försvarsdepartementet.
Per Nilsson invaldes som ledamot av Kungliga Krigsvetenskapsakademien 2003.

### Utmärkelser
- Flygvapenfrivilligas förtjänsttecken (FVRFGFt), 2011.[20]